# Jan Kapr
Jan Kapr, né le 12 mars 1914 à Prague et mort le 29 avril 1988 dans la même ville,  est un compositeur tchécoslovaque. 

## Biographie
Jan Kapr naît le 12 mars 1914 à Prague.
Il se dirige vers la musique à la suite d'un grave accident survenu à l'âge de 16 ans qui le rend invalide pour le reste de sa vie. Il étudie la composition avec Jaroslav Řídký au Conservatoire de Prague, il en est diplômé en 1938, il fréquente l'école de maîtrise du conservatoire avec Jaroslav Křička, terminant ses études en 1940. Il est producteur de musique pour la Radio tchèque entre 1939 et 1946. Après l'arrivée au pouvoir des communistes en 1948, Jan Kapr devient l'une de leurs figures de proue de la musique, recevant plusieurs prix et distinctions du régime. Entre 1950 et 1953 il est rédacteur en chef de l'éditeur musical Orbis. Le prix Staline qui lui est décerné en 1951 pour la musique du film documentaire Nové Československo (La Nouvelle Tchécoslovaquie) est le plus élevé de ces prix. De 1953 à 1960, il se consacre exclusivement à la composition. Il est critique pour Lidove noviny, est nommé professeur de composition à l'académie de musique Janacek (1961-1970).
Jan Kapr meurt le 29 avril 1988 dans sa ville natale.